# غينكي أوتا
غينكي أوتا (باليابانية: 太田 弦貴) (10 أبريل 1988 في أوساكا في اليابان – )؛ هو لاعب كرة قدم كان يلعب كحارس مرمى.